# Robert Gascoyne-Cecil (7. markiz Salisbury)
Robert Michael James Gascoyne-Cecil (ur. 30 września 1946), brytyjski arystokrata i polityk, najstarszy syn Roberta Gascoyne-Cecila, 6. markiza Salisbury, i Marjorie Wyndham-Quin, córki kapitana Valentine'a Wyndham-Quina. W latach 1972–2003 był tytułowany wicehrabią Cranborne.

## Kariera polityczna
Wykształcenie odebrał w Eton College i w Christ Church na Uniwersytecie w Oksfordzie. Później został bankierem, by w końcu rozpocząć pracę w swych rodowych posiadłościach. W 1976 r. został nieoczekiwanie kandydatem Partii Konserwatywnej w wyborach w okręgu South Dorset (liczne tamtejsze ziemie należały do jego rodziny), pomimo tego, że jako kontrkandydatów miał wielu byłych parlamentarzystów. W 1978 r. wypowiedział się konferencji Partii Konserwatywnej przeciwko nałożeniu sankcji na Rodezję. Wygrał w swoim okręgu wybory powszechne 1979 r. i zasiadł w Izbie Gmin, kontynuując polityczne tradycje rodzinne. W swojej pierwszej mowie wezwał premiera Rodezji Iana Smith do ustąpienia na rzecz Abela Muzorewy.
Zyskał sobie opinię polityka o poglądach prawicowych, szczególnie w sprawach dotyczących Kościoła Anglikańskiego. Był jednym z autorów pamfletu opublikowanego w 1981 r., w którym twierdzono, że walka z bezrobociem powinna być bardziej priorytetowa niż walka z inflacją. Interesował się sprawami Irlandii Północnej i sprzeciwiał się decentralizacyjnej polityce ministra ds. Irlandii Północnej w rządzie Margaret Thatcher, Jimowi Priorowi.
Lord Cranborne był również znany ze swoich antykomunistycznych działań, polegających na popieraniu walczących z wojskami radzieckimi Afgańczyków oraz wysyłaniu paczek żywnościowych do Polski. Sprzeciwiał się też jakimkolwiek próbom ingerencji władz Republiki Irlandzkiej w sprawy wewnętrzne północnych hrabstw, protestując przeciwko angielsko-irlandzkiemu porozumieniu z 1985 r. Ten protest przyczynił się do jego odejścia z Izby Gmin, co nastąpiło w 1987 r.
Z tego okresu Cranborne wyniósł przyjaźń jednego z konserwatywnych polityków, Johna Majora, od 1990 r. premiera Wielkiej Brytanii. Po wyborach 1992 r. Major użył rzadko stosowanej procedury "writ of acceleration", która umożliwiała przyznanie synowi żyjącego para miejsca w Izbie Lordów, poprzez przyznanie mu jednego z dodatkowych tytułów ojcowskich. Cranborne otrzymał tytuł barona Cecil of Essendon, ale pozostał znany pod swoim poprzednim tytułem.
Przez dwa lata był wiceministrem obrony, by w 1994 r. zostać przewodniczącym Izby Lordów oraz Lordem Tajnej Pieczęci. Zaliczany był do najwierniejszych zwolenników Majora. W 1995 r., kiedy premier zrezygnował z ubiegania się o reelekcję na stanowisko lidera konserwatystów, lord Cranborne i tak poprowadził (z sukcesem) jego kampanię wyborczą.
Po zwycięstwie laburzystów w wyborach 1997 r., Cranborne uczestniczył w pracach nad reformą izby wyższej parlamentu, która weszła w życie w 1999 r. Jak wszyscy byli przewodniczący izby, Cranborne otrzymał, aby pozostać w izbie, tytuł dożywotniego para jako baron Gascoyne-Cecil. 1 listopada 2001 r. wycofał się z aktywnych działań w Izbie Lordów. Nie zmieniło się to w 2003 r., kiedy to po śmierci swojego ojca został kolejnym markizem Salisbury.

## Rodzina
7 stycznia 1970 r. poślubił Hannah Ann Stirling (ur. 29 maja 1944), córkę podpułkownika Williama Stirlinga i Susan Bligh, córki podpułkownika Noela Bligha. Małżeństwo to nie spotkało się z przychylnością jego rodziny, głównie dlatego, że panna młoda była katoliczką. Małżonkowie mają razem dwóch synów i trzy córki:
- Robert Edward William Gascoyne-Cecil (ur. 18 grudnia 1970), wicehrabia Cranborne, ma nieślubną córkę ze związku z Camillą Davidson
- Elisabeth Gascoyne-Cecil (ur. 1972), zamężna
- James Gascoyne-Cecil (ur. 1973)
- Georgiana Gascoyne-Cecil (ur. 1977), żona Michaela Campbella, nie ma dzieci
- Kathreen Gascoyne-Cecil (ur. 1977)

Lord Salisbury mieszkał w Cranborne Manor w Dorset. Jego obecną rezydencją jest Hatfield House. Odziedziczył spore posiadłości ziemskie w hrabstwach Dorset i Hertfordshire oraz nieruchomości w Londynie. Na liście najbogatszy magazynu Sunday Times w 2005 r. zajął 192 miejsce z majątkiem ocenianym na 250 milionów funtów.